# 大仏餅
『大仏餅』(だいぶつもち）は古典落語の演目。物乞いの持っていた面桶（めんつう。施しものを入れる容器）が高価なものということに気付いた男が、かつて面識があったとわかった物乞いを大仏餅でもてなすという人情噺である。落ち（サゲ）が共通し、マクラとしても演じられる『大仏の目』（だいぶつのめ）についても説明する。
三遊亭圓朝が「三題噺」として「大仏餅」「袴着の祝」「乞食」の3つから創作した演目とされる。ただし武藤禎夫は、「出所は不明」とし、木のしら雪が作った三題噺を圓朝が「練り上げたものと思われる」とする。
落ち（サゲ）は寛政6年（1794年）の『軽口四方の春』第5巻掲載「大仏の大風」（京の大仏の目が落下して、ある大工が修理を格安で引き受けると請け合い、やらせてみると大仏の中に入って中に落ちた目をはめ込み、最後は鼻の穴から出てきたという内容）に由来し、これは後述する『大仏の目』と共通する。ただし前田勇は天明5年（1785年）の『猫に小判』掲載「大仏」を『大仏の目』の原話とする。
身分が落ちぶれて物乞いとなっても高価な器を大事に持っているという内容は、中国の『笑府』にも見られ、それを翻案した内容が安永3年（1774年）の『軽口五色紙』上巻「俄乞食」に見える。
8代目桂文楽の得意ネタだったとされ、文楽の最後の高座となった1971年8月31日の「第42回落語研究会」（国立小劇場）の演目（途中で絶句して高座を降りた）でもあった。

## あらすじ
盲目の物乞いが幼い子を連れて河内屋金兵衛という男の家に、施しを求めて訪れる。金兵衛は子どもの袴着の祝いとして料理の余り物を出そうと話し、物乞いが出した面桶を見ると朝鮮砂張の水こぼし（または南蛮砂張の建水）とわかり仰天する。金兵衛が物乞いに身の上を聞くと芝片門前にいた神谷幸右衛門と名乗り、かつて面識のあった金兵衛も自分のことを話す。金兵衛は幸右衛門にお薄（お茶）を出して大仏餅を食べさせたところ、喉に詰まって苦しみ出す。金兵衛が幸右衛門の背中を叩くと餅は腹に落ちたが、その拍子に鼻の障子（左右の鼻孔の仕切り）が抜け、その一方目が開く。それを聞いた金兵衛は「今食べたのが大仏餅だから、目から鼻に抜けたんだな」（奈良の大仏は目と鼻がつながっていることにかけている）。

## 題材について
菓子の「大仏餅」は大仏の焼き印を表面に押した餅で、京都の方広寺（京の大仏のあった寺）や誓願寺の門前で売り出され、のちに大阪の天満や江戸の浅草でも売られたという。『桂文楽全集』の用語解説によると、餅の焼き印は大仏像で、浅草のものは浅草並木町の両国屋清左衛門が安永もしくは天明の時期に始めたという。京都では21世紀の時点でも同名の菓子が製造販売されている（ただし焼き印は「京大仏」という文字）。

## 大仏の目
以下のような内容である。別題として『奈良名所』、『目から鼻』。もとは上方落語の演目『伊勢参宮神乃賑』（別名：東の旅）の一編であった。
奈良の大仏の目が落ちてしまう。通りがかった孫を連れた老人が、鍵のついた綱を目の穴（まぶたの下側）にかけて孫に綱を伝わせて大仏の体内に入れ、中に落ちていた目を拾わせてはめ込むと、鼻の穴から出てくる。見ていた人が「目から鼻へ抜けたな」（機知に富んだ人間に対する形容）。